# Cloaca Máxima

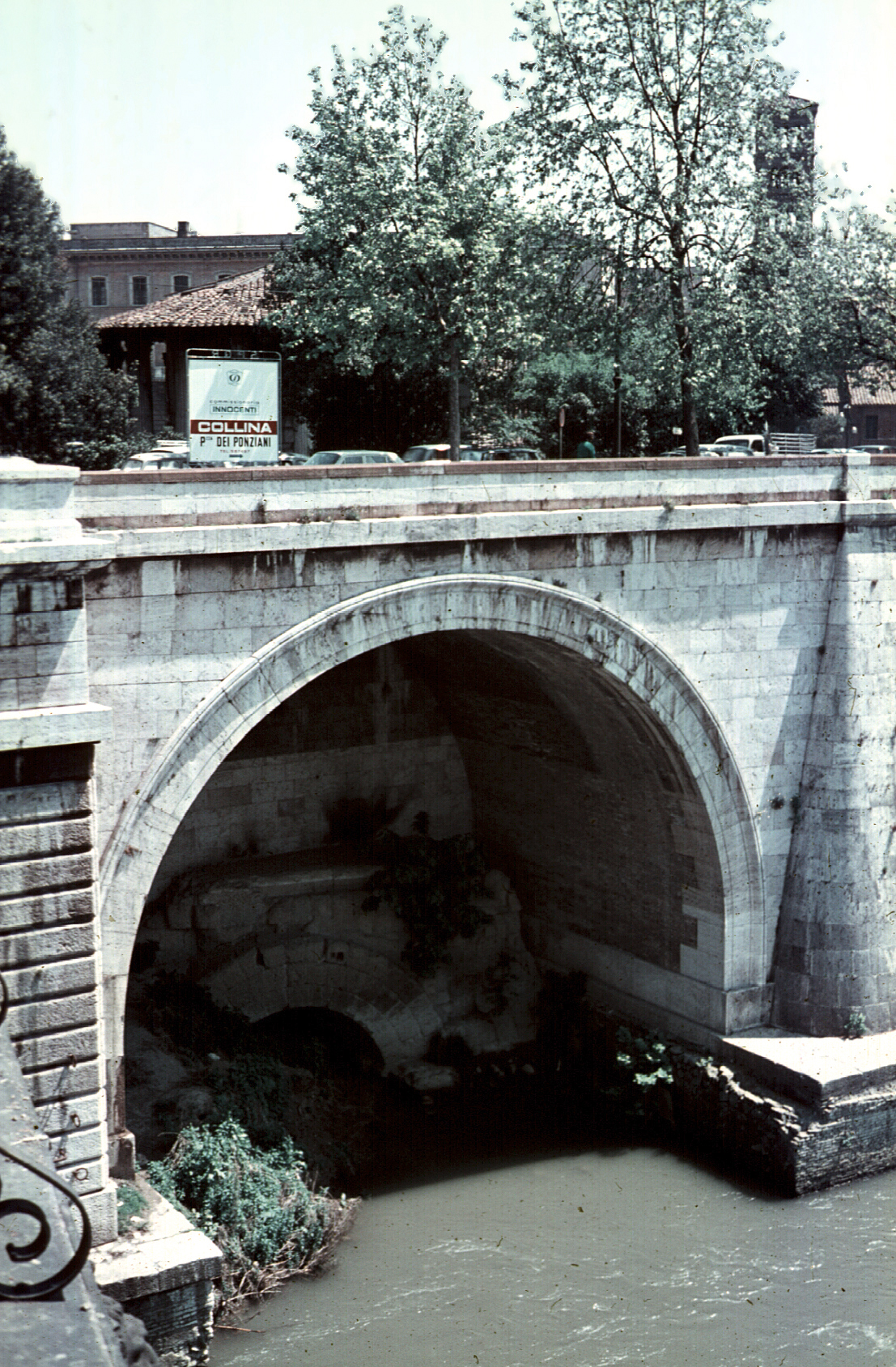
Abertura da Cloaca Máxima no Tibre, perto da Ponte Rotto.

Cloaca Máxima (em latim: Cloaca Maxima) é um dos mais antigos sistemas de esgoto do mundo, construído na cidade de Roma para drenar os pântanos locais e remover os dejetos de uma das cidades mais populosas do mundo na época, despejando-os no rio Tibre. O nome significa literalmente "Maior Esgoto" e, segundo a tradição, a Cloaca teria sido construída inicialmente por volta de 600 a.C. por ordem do rei Tarquínio Prisco.

## Construção

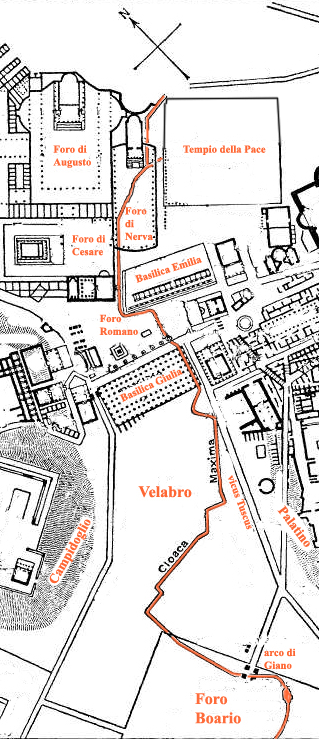
Diagrama da Cloaca Máxima.

Lívio, que escreveu séculos mais tarde, descreve os romanos escavando túneis por baixo da cidade. A partir de outras obras e com base no trajeto do sistema, historiadores concluíram que a obra de fato era um canal aberto, formando por riachos de três das colinas vizinhas, que foram canalizados através do Fórum Romano e seguindo até o Tibre. Este canal teria sido gradualmente recoberto conforme o espaço para construções na cidade foi escasseando, o que o transformou de fato num sistema de esgoto. É possível que ambas as teorias estejam corretas, pois certamente alguns trechos principais do sistema provavelmente já estavam abaixo do nível do solo quando foram construídos.
Os onze aquedutos que forneciam água para Roma no século I foram finalmente transformados em canais subterrâneos depois de fornecerem água para as muitas termas públicas da cidade, como as Termas de Diocleciano e as Termas de Trajano, para fontes públicas, palácios e casas. Este fornecimento contínuo de água corrente ajudou a remover detritos e a manter a tubulação livre de obstruções. A água de melhor qualidade era reservada para as fontes de água potável. O sistema de aquedutos de Roma foi investigado pelo general Frontino no final do século I, que publicou um relatório sobre o estado do sistema diretamente para o imperador Nerva.

## Sistema de distribuição
A extraordinária grandeza do Império Romano se manifesta acima de tudo em três coisas: os aquedutos, as estradas pavimentadas e a construção de esgotos.

Dionísio de Halicarnasso, Antiguidades Romanas. III.67.5
Havia muitos ramos do esgoto principal, mas aparentemente todos serviam apenas aos edifícios públicos, como banheiros, termas e palácios. As residências romanas, mesmo as dos mais ricos, provavelmente se valiam de algum sistema de fossas sanitárias para tratar seus dejetos.
A Cloaca Máxima foi bem mantida durante toda a história romana e ainda hoje ela drena água da chuva do centro da cidade, abaixo do Fórum Romano, Velabro e Fórum Boário. Em 33 a.C., sabe-se que ela foi inspecionada e reformada por Marco Vipsânio Agripa e escavações revelaram diversos estilos e materiais de construção de épocas diferentes, o que sugere que o sistema regularmente era restaurado. Em tempos recentes, as passagens principais foram ligadas ao moderno sistema de esgoto de Roma. Além disso, os romanos acreditavam que a Cloaca Máxima era protegida pela deusa Cloacina.
As fontes antigas relatam — a confiabilidade depende do caso — que os romanos regularmente atiravam corpos na Cloaca Máxima ao invés de sepultá-los, como foi o caso do imperador Heliogábalo e de São Sebastião, uma cena pintada numa obra muito famosa de Lodovico Carracci.
A abertura da Cloaca Máxima no Tibre ainda hoje é visível perto da Ponte Rotto e da Ponte Palatino. Há uma escadaria que leva até o sistema perto da Basílica Júlia no Fórum e, além disto, parte da Cloaca é visível perto da igreja de San Giorgio al Velabro.